# MHCクラスII分子
MHCクラスII分子（英: MHC Class II molecules）は、樹状細胞、単核貪食細胞、一部の内皮細胞、胸腺上皮細胞、B細胞などのプロフェッショナルな抗原提示細胞にのみ通常見られる主要組織適合遺伝子複合体（MHC）分子のクラスである。これらの細胞は、免疫応答を開始する上で重要な役割を果たしている。
MHCクラスII分子によって提示される抗原は、細胞外タンパク質に由来する（MHCクラスI分子のように細胞質基質ではない）。
MHCクラスII分子のローディングは食作用によって行われる。細胞外タンパク質はエンドサイトーシスにより抗原提示細胞（APC）に取り込まれ、リソソームにより消化され、その結果生じるエピトープ性ペプチド断片は、細胞表面へ移動する前にMHCクラスII分子にロードされる。
ヒトでは、MHCクラスIIタンパク質複合体は、ヒト白血球型抗原遺伝子複合体（HLA）によってコードされている。MHCクラスIIに対応するHLAは、HLA-DP、HLA-DM、HLA-DOA、HLA-DOB、HLA-DQ、およびHLA-DRである。
HLA遺伝子複合体の変異は、MHCクラスII欠損症の一種である裸リンパ球症候群（BLS）を引き起こす可能性がある。

## 構造
MHCクラスI分子と同様に、MHCクラスII分子もヘテロ二量体であるが、この場合はα鎖およびβ鎖という2つの均質なペプチドから構成されており、いずれもMHCにコードされている。α1、α2などのサブドメインは、HLA遺伝子内の別個のドメインを指し、各ドメインは通常、遺伝子内の異なるエクソンによってコードされており、一部の遺伝子は、リーダー配列、膜貫通配列などをコードするさらなるドメインを持っている。これらの分子は、細胞外領域だけでなく、膜貫通配列および細胞質尾部の両方を持っている。α1鎖領域とβ1鎖領域が一体になって膜遠位ペプチド結合ドメインを形成し、鎖の残りの細胞外部分であるα2領域とβ2領域が膜近位免疫グロブリン様ドメインを形成している。抗原やペプチドが結合する抗原結合溝は、2つのαヘリックス壁とβシートから構成されている。
MHCクラスI分子の抗原結合溝は両端で閉じているのに対し、MHCクラスII分子の対応する溝は両端で開いているので、提示される抗原は長く、一般的には15〜24アミノ酸残基の間の長さである。

## 発現
これらの分子は、プロフェッショナルな免疫抗原提示細胞上で構成的に発現しているが、インターフェロン-γによって他の細胞上に誘導されることもある。これらは、胸腺の上皮細胞や末梢のAPCで発現している。MHCクラスIIの発現は、MHCクラスIIトランス活性化因子であるCIITAによってAPC上で密接に制御されている。CIITAはプロフェッショナルなAPCのみで発現しているが、プロフェッショナルではないAPCでもCIITA活性やMHCクラスII発現を調節することができる。前述のように、インターフェロン-γ（IFN-γ）はCIITAの発現を誘発し、また、MHCクラスII陰性細胞である単球を、その表面にMHCクラスIIを発現する機能的なAPCに変換する役割を担っている。
MHCクラスIIは、グループ3の自然リンパ球にも発現している。

## 重要性
MHCクラスII分子が、安定して結合した適切なペプチドを提示することは、全体的な免疫機能に不可欠である。MHCクラスII分子は、細胞外タンパク質をロードしているため、主に細胞外病原体（例えば、創傷や血液に感染する可能性のある細菌）の提示に関係している。MHCクラスII分子は、主にTヘルパー細胞（CD4+）のような免疫細胞と相互作用する。提示されたペプチドは、T細胞がどのように感染に応答するかを調節する。安定したペプチド結合は、MHC分子に確実に付着しないと起こる可能性のあるペプチドの脱離や分解を防ぐために不可欠である。これは、抗原のT細胞認識、T細胞動員、および適切な免疫応答を妨げる。誘発された適切な免疫応答は、食細胞の動員による局所的な炎症および腫脹を起こす場合もあれば、B細胞の活性化による本格的な抗体免疫応答につながる場合もある。

## 合成
小胞体（ER）でのMHCクラスII分子の合成中に、α鎖とβ鎖が産生され、不変鎖として知られる特殊なポリペプチドと複合体を形成する。粗面小胞体内に存在する新生MHCクラスII分子は、そのペプチド結合溝が不変鎖（三量体）によって閉塞され、細胞性ペプチドや内因性経路からのペプチド（クラスI MHCにロードされるペプチドなど）が結合できないようになっている。
不変鎖はまた、MHCクラスII分子を小胞体からゴルジ体へ輸送し、次に、エンドサイトーシスされた分解タンパク質を含む後期エンドソームと融合させる。その後、不変鎖は、カテプシンと呼ばれるプロテアーゼによって段階的に分解され、CLIPとして知られる小さな断片のみが残り、これはMHC分子上のペプチド結合溝の閉塞を維持する。MHCクラスIIに類似した構造体であるHLA-DMは、CLIPの除去を容易にし、より高い親和性を持つペプチドの結合を可能にする。そして、安定したMHCクラスII分子が細胞表面に提示される。

## MHCクラスII複合体のリサイクル
MHCクラスII複合体が合成され、APC上に提示された後、APCによる細胞膜の内部移行のため、いつまでも細胞表面に発現することはできなくなる。一部の細胞では、抗原は初期エンドソームにある間にリサイクルされたMHCクラスII分子に結合するが、樹状細胞のような他の細胞では、受容体を介したエンドサイトーシスで抗原を内在化し、新しいMHCクラスII複合体の合成とは独立したエンドソーム-リソソーム抗原処理区画でMHCクラスII分子とペプチドを生成する。これらのことから、抗原が内在化された後、成熟樹状細胞上に既に存在するMHCクラスII複合体がリサイクルされ、新しいMHCクラスII分子とペプチドに発達することが示唆される。

## 抗原の処理と提示
MHC Iとは異なり、MHC IIは細胞内ではなく、細胞外の病原体を提示するためのものである。さらに、最初のステップは、食作用によって病原体を獲得することである。その後、病原体はリソソームで分解され、所望の成分が獲得され、MHC II分子にロードされる。次に、MHC II分子が表面に移動し、ヘルパーT細胞に抗原を提示する。MHC II分子は、細胞外の病原体に対応するために他の細胞を誘導するサイトカインなどの物資を放出するヘルパーT細胞を活性化する。

## 遺伝子の種類
|        | Alpha              | Beta                                   |
| HLA-DM | HLA-DMA            | HLA-DMB                                |
| HLA-DO | HLA-DOA            | HLA-DOB                                |
| HLA-DP | HLA-DPA1           | HLA-DPB1                               |
| HLA-DQ | HLA-DQA1, HLA-DQA2 | HLA-DQB1, HLA-DQB2                     |
| HLA-DR | HLA-DRA            | HLA-DRB1, HLA-DRB3, HLA-DRB4, HLA-DRB5 |

## MHCクラスII抗原提示を制御する経路

### 経路: PSD4–ARL14/ARF7–MYO1E

#### 関与する分子
この経路にはいくつかの分子が関与している。
- PIK3R2[7]およびPIP5K1A[8]は、PSD4の基質を作成する2つのキナーゼである。
- PSD4[9][10]（Pleckstrin and Sec7 Domain containing 4）は、ARL14/ARF7にGTP（グアノシン三リン酸）をロードするGEF（グアニンヌクレオチド交換因子）である。
- ARL14/ARF7[11]は、免疫細胞で選択的に発現する低分子量GTPアーゼタンパク質である。このタンパク質は、未熟な樹状細胞のMHC-II区画内に局在している。
- ARF7EP[12]は、MYO1Eと相互作用するARL14/ARF7のエフェクターである。
- MYO1E[13]は、アクチンベースのメカニズムでMHC-II区画を制御するタンパク質である。

#### 経路
PIK3R2とPIP5K1Aは、ホスファチジルイノシトール（PIP）をリン酸化する2つのキナーゼで、PSD4にGTPローディング機能のための基質を提供する。PSD4はグアニンヌクレオチド交換因子としてARL14/ARF7にGTPをロードする。その後、ARF7EPはMYO1Eと相互作用し、MYO1Eは自身をアクチン筋線維に結合させる。この複合体は、未成熟な樹状細胞内でMHCクラスII分子をロードした小胞を維持し、細胞膜への移動を阻害することに寄与している。

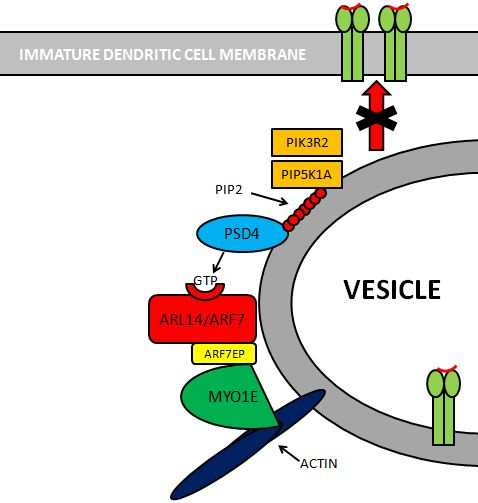
未成熟樹状細胞の中でMHC-II(右上と右下に見える黄緑色の複合体分子)の分布がどのように制御されているかを示す経路。

## 裸リンパ球症候群
裸リンパ球症候群とも呼ばれるMHCクラスII欠損症の1つのタイプは、MHCクラスII遺伝子の発現を調節する転写因子をコードする遺伝子の変異による疾患である。これは、CD8細胞とB細胞の両方が正常レベルで存在していても、CD4 T細胞と一部の免疫グロブリンのアイソタイプの枯渇をもたらす。欠損したMHCクラスII分子は、T細胞に抗原を提示することができず、T細胞を適切に活性化することができない。すると、T細胞は増殖できなくなり、通常は免疫反応に参加するサイトカインを分泌する。MHCクラスII分子の欠損は、T細胞の活性化と増殖に影響を与えるだけでなく、B細胞を含む免疫応答カスケード（連鎖）の残りの部分にも影響を与える。そのため、このようにT細胞の数が減少した状態では、T細胞が相互作用してB細胞を活性化することができなくなる。通常、B細胞が活性化されると、B細胞は分裂、増殖、分化するが、その中には、抗体を産生する役割を担う形質細胞への分化も含まれている。しかし、MHCクラスII分子の欠乏があると、B細胞が活性化されず、形質細胞に分化できないため、期待通りの働きができない抗体が欠乏する。現在の治療法は骨髄移植しかないが、これでも病気を治すことはできず、ほとんどの患者は10歳を過ぎても生きていない。

## MHCクラスIIとI型糖尿病
MHCクラスII遺伝子と分子は、さまざまな疾患に関連しており、そのうちの1つがI型糖尿病である。HLAクラスII遺伝子は、I型糖尿病の遺伝リスクに関連する最も重要な遺伝子で、遺伝率の約40〜50％を占めている。これらの遺伝子のうち、MHCクラスII分子へのペプチド結合に影響を与える遺伝子の対立遺伝子が、I型糖尿病のリスクに最も影響を与えるようである。リスクを高める特定の対立遺伝子多型が同定されている（DRB1やDQB1など）。また、この疾患に対する抵抗性を示すものもある。